# WASP-39 b
WASP-39 b (также, Бокапринс) — экзопланета, находящаяся на орбите звезды WASP-39, «горячий Юпитер». Открыта в феврале 2011 года в рамках проекта WASP. Атмосфера экзопланеты богата водой. Кроме того, WASP-39 b была первой обнаруженной экзопланетой, содержащей в атмосфере углекислый газ, а также двуокись серы. Находится в созвездии Девы на расстоянии 702 ± 2 световых года (215,4 ± 0,7 пк) от Солнца.
В рамках кампании NameExoWorlds, посвященной 100-летию Международного Астрономического союза, экзопланета была названа Бокапринс в честь пляжа Бока Принс в Национальном парке Арикок на Арубе.

## Орбитальные характеристики
Большая полуось орбиты составляет 0,0486 а. е., эксцентриситет орбиты —  0,048, сидерический орбитальный период составляет 4,054 дня, наклон орбиты — 87,83 ± 0,25°

## Физические характеристики
WASP-39 b имеет массу в 0,28 от массы Юпитера и радиус в 1,27 радиуса Юпитера. Это планета-гигант с температурой атмосферы в 1173,15°K. Экзопланета обращается очень близко (7 миллионов км) к своей родительской звезде WASP-39.
WASP-39 b также отличается чрезвычайно низкой плотностью, близкой к плотности WASP-17 b. В то время как WASP-17 b имеет плотность 0,13 ± 0,06 г/см³, WASP-39 b имеет несколько большую плотность 0,18 ± 0,04 г/см³.

## Состав атмосферы
Спектр пропускания атмосферы WASP-39 b, полученный с помощью спектрографа ближнего инфракрасного диапазона телескопа имени Джеймса Уэбба (NIRSpec), показывает первое свидетельство наличия углекислого газа на планете за пределами Солнечной системы. Пар воды был обнаружен в атмосфере WASP-39 b в исследовании 2018 года. Спектры пропускания атмосферы, полученные с помощью разных приборов, были неоднозначными, как и в 2021 году, что, возможно, указывает на неоднородность химического состава атмосферы. Высокоточные спектры, полученные космическим телескопом Джеймса Уэбба в 2022 году, не подтвердили неоднородность химического состава.
WASP-39 b — одна из первых научных целей космического телескопа Джеймса Уэбба. Диоксид серы впервые наблюдался в атмосфере этой планеты, что указывает на существование фотохимических процессов в атмосфере.
Спектры планет, полученные в 2022 году, показали, что в атмосфере WASP-39 b есть облака. Также были обнаружены спектральные характеристики воды, двуокиси углерода, натрия и двуокиси серы.